# Phan Đình Giót
 (juin 2020).
Pour les articles homonymes, voir Giot.
Phan Dinh Giot (Phan Đình Giót) était un soldat vietnamien mort au combat pendant la bataille de Diên Biên Phu. Giot, bloquant une mitrailleuse avec son corps, est considéré comme « héros des forces armées populaires », le titre honorifique le plus élevé décerné par la République démocratique du Vietnam. Lors de la bataille de Diên Biên Phu, ce titre a été décerné 16 fois.
Son dernier poste était l'escadron d'infanterie adjoint de la compagnie 58, bataillon 428, régiment 141, division 312.
Il était membre du Parti communiste vietnamien.

## Biographie
Phan Đình Giót est né dans une famille très pauvre, dans le village de Vinh Yen (aujourd'hui village 8), commune de Cam Quan situé dans le district de Cam Xuyen, inclus dans la province de Hà Tĩnh.
Il a dû vivre à l'âge de 13 ans et a souffert de difficultés et de difficultés. Après la révolution d'août, Phan Dinh Giot a participé à des combats avec les unités d'autodéfense. En 1950, Phan Dinh Giot s'est porté volontaire pour servir dans l'armée principale du Viêt Minh.
Phan Dinh Giot a participé à de nombreuses grandes campagnes du nord-ouest telles que Trung Du, Hoa Binh, Tay Bac, Dien Bien Phu.
Il est notamment impliqué dans les batailles de Hòa Bình (10 novembre 1951 au 25 février 1952) et de Diên Biên Phu (20 novembre 1953 au 8 mai 1954) dans lequel il a été tué au combat.

## Circonstances et récit de sa mort

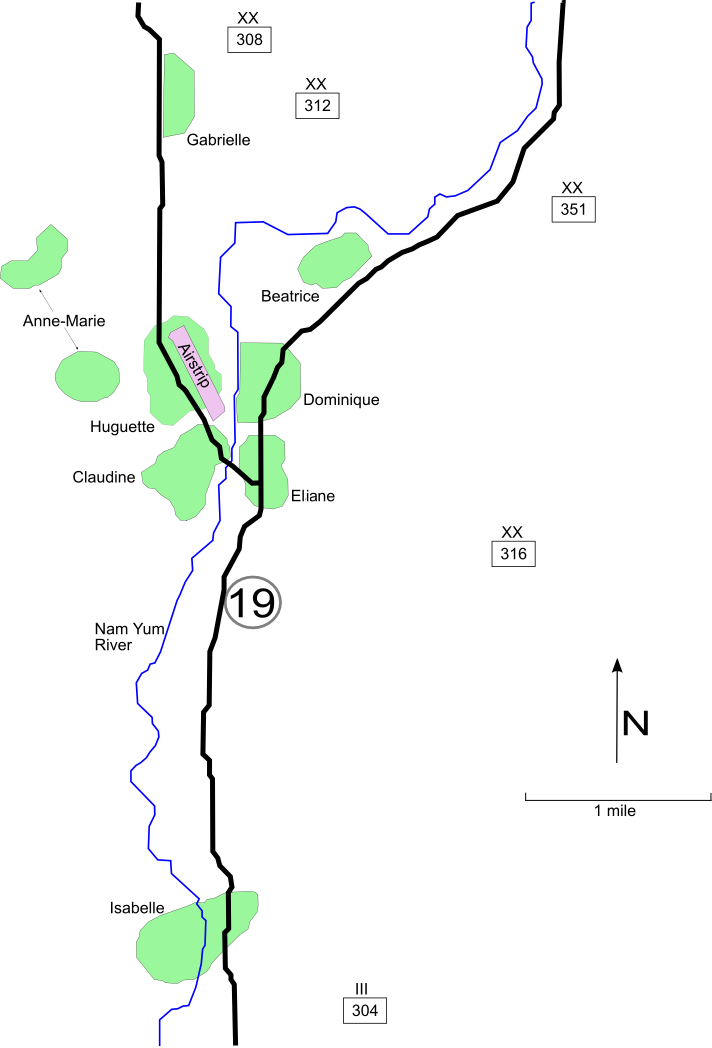
Positions des divisions APV à Dien Bien Phu, la 312 devant Gabrielle et Beatrice.

Phan Đình Giót faisait partie du régiment 141 de la division 312, qui était engagé dès le début de l’offensive Viêt Minh, le 13 mars 1954. L'après-midi du 13 mars 1954, son unité a ouvert le feu pour détruire l'ennemi à Him Lam. La bataille, commencée par une intense préparation d'artillerie à partir de 17h15, se poursuit par des vagues d’assauts successives, coûteuses en vies humaines, attaquant le point d’appui Béatrice qui est pris peu avant minuit. Les combats durent pendant plusieurs heures et finissent au corps à corps. Selon la littérature et les médias vietnamiens, Phan Đình Giót, en voyant l’avancé de ses camarades stoppée par la vigueur du feu français venant d’un bunker, s'en approche en rampant.
La 58e compagnie s'est précipitée pour ouvrir la voie et a frappé le huitième coup consécutif. Phan Dinh Giot a frappé le neuvième et s'est blessé à la cuisse mais s'est quand même porté volontaire pour frapper la dixième balle. Les Français concentrèrent leur puissance de feu et jetèrent des balles comme de la pluie sur le champ de bataille. Les soldats ont subi de nombreuses pertes. Après cela, Phan Dinh Giot a frappé deux autres explosions, brisé la dernière clôture, ouvert la voie à l'armée pour attaquer le bloc de tête de pont. Les Français ont été déconcertés, profitant de l'occasion, alors il a attaqué le bloc 2, a jeté des artilleurs, a tiré pour retenir l'unité en avant. Au cours de l'agression, il s'est blessé à l'épaule et à la cuisse et a subi de nombreuses pertes de sang.

Du coup, le feu du 3e bloc du soldat français a tiré avec force. La force d'assaut vietnamienne était bloquée, Phan Dinh Giot a rampé jusqu'au bloc 3 avec l'idée d'éteindre immédiatement ce bloc. Phan Dinh Giot a utilisé sa force (blessé, perdu du sang), a soulevé la mitraillette pour tirer dans le trou de Chau mai, en criant:
"Déterminé à sacrifier ... pour le Parti ... pour le peuple"
Ensuite, Phan Dinh Giot a jeté tout son corps dans le trou pour sceller le trou. Parce que le corps de Phan Dinh Giot a rempli le trou d'abricot, les Français à l'intérieur ont été piégés et ne pouvaient plus tirer, l'armée vietnamienne en a profité pour se porter volontaire pour détruire la forteresse Him Lam le 13 mars 1954, pour gagner l'avantage dans la bataille d'ouverture de la siège de Dien Bien Phu.
Phan Dinh Giot est mort à 22h30 le 13 mars 1954 à l'âge de 32 ans. Il était l'un des 16 héros des forces armées du peuple qui ont été félicités pour leurs réalisations dans la campagne de Dien Bien Phu.
Ce récit, d'un soldat se jetant sur une mitrailleuse pour la faire taire, est similaire à ceux du soldat soviétique Alexander Matrosov sur le front de l'Est contre les allemands, et du soldat chinois Huang Jiguang (en) dans la guerre de Corée contre une mitrailleuse américaine a la bataille de Triangle Hill à Octobre 1952.

## Distinctions et passage à la postérité
C’est le 31 mars 1955 que le titre de « héros des forces armées populaires » lui fut décerné à titre posthume. Auparavant il avait été cité a plusieurs reprises au sein de sa compagnie. Sa biographie officielle le cite ainsi :  
« À Dien Bien Phu, le héros Phan Đình Giót a pris son corps pour obstruer une mitrailleuse afin de permettre à ses camarades de donner l'assaut ».  
Sur le mur d'enceinte du cimetière militaire de Điện Biên Phu, dans lequel il repose, des bas-reliefs relatent des moments de bravoure de la bataille. L'action de Phan Đình Giót y figure. Les manuels d'histoire au Vietnam racontent son sacrifice et le site en exemple. Son pistolet est conservé au musée de l'armée, à Tam Điệp, dans la province de Ninh Binh. Des routes et des écoles portent son nom. Un timbre, émis en mars 1971, lui rend hommage et illustre son action.  
L'action de Phan Đình Giót était représenté dans le jeu de tir à la première personne 7554: Glorious Memories Revived (en) dans la mission 6 "Steel Fist" (Poing de Fer).  